# Objeción de conciencia selectiva

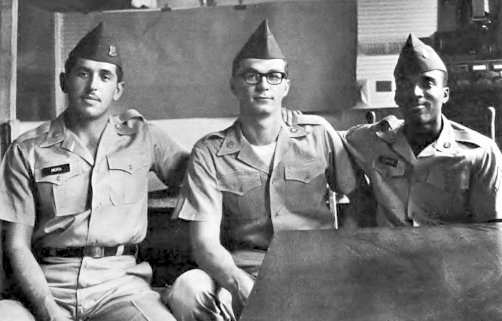
Los Fort Hood Three («Tres de Fort Hood») fueron tres soldados que en 1966 rechazaron órdenes de ir a Vietnam.

La objeción de conciencia selectiva es la práctica de rechazar parte del servicio militar, pero no todo. Es mucho más controvertida que la objeción de conciencia general basada en un pacifismo consistente. Los puntos de vista sobre la objeción de conciencia selectiva van desde ser moralmente inadmisible, moralmente permisible, un derecho que puede ejercerse, o moralmente obligatorio en el caso de personal militar al que se le pide que pelee una guerra de agresión ilegal.

## Argumentos a favor y en contra
La visión tradicional es que los soldados están obligados a obedecer las órdenes superiores para participar en una guerra, incluso cuando esto va en contra de su conciencia. La culpabilidad moral por pelear una guerra injusta, desde este punto de vista, recae enteramente sobre los líderes y no sobre los soldados ordinarios que son completamente inocentes (véase igualdad moral entre combatientes). Los argumentos a favor de este punto de vista incluyen aquellos basados en la teoría del contrato social que postula que los ciudadanos deben obedecer la decisión de su estado de ir a la guerra, el argumento de que los soldados individuales no están en condiciones de determinar si una guerra es justa.
En 1539, Francisco de Vitoria argumentó:

Si la guerra parece manifiestamente injusta para el súbdito, no debe pelear, incluso si el príncipe se lo ordena. Esto es obvio, ya que uno no puede matar legalmente a un hombre inocente bajo ninguna autoridad, y en el caso del que estamos hablando, el enemigo debe ser inocente... si su conciencia les dice a los súbditos que la guerra es injusta, no deben ir a la guerra incluso si esta conciencia está equivocada.

Quienes rechazan la igualdad moral entre combatientes, independientemente de si luchan por una causa justa o injusta, argumentan que los soldados individuales tienen la obligación de negarse a luchar en una guerra injusta si pueden hacerlo sin sufrir la muerte u otros daños graves. John Rawls argumenta que se debe permitir la objeción selectiva, ya que puede evitar que el gobierno continúe con una guerra injusta.

## Ejemplos históricos
Durante los primeros años de la participación de los Estados Unidos en la Guerra de Vietnam, la objeción de conciencia selectiva basada en la teoría de la guerra justa estaba muy extendida entre los católicos resistentes a la guerra, así como entre los judíos, los hombres no religiosos y los de otras religiones. A pesar de su fuerte apoyo popular, la objeción de conciencia selectiva era inaceptable para el estado, ya que se temía que permitir que los reclutas eligieran en qué guerras pelearían socavaría la defensa nacional.
Durante la invasión rusa de Ucrania de 2022, algunos líderes, incluidos el presidente de Ucrania y el presidente de Estonia, argumentaron que los soldados rusos deberían oponerse selectivamente a la invasión.
Muchos israelíes que se niegan a servir en las FDI son objetores de conciencia selectivos que critican ciertas acciones como la invasión del Líbano o la ocupación de Cisjordania como inmorales o ilegales.

## Reconocimiento legal
Legalmente, los tribunales de la mayoría de los países han distinguido entre la objeción general y la objeción selectiva, permitiendo solo la primera. Los soldados tienen el derecho y la responsabilidad de negarse a cometer crímenes de guerra (véase Defensa Núremberg), pero el derecho a negarse a luchar en una guerra ilegal no está ampliamente reconocido. En los Estados Unidos, el caso Gillette contra Estados Unidos de 1971 determinó que para ser reconocido como objetor de conciencia, uno debe rechazar todas las guerras. El erudito en derecho internacional Tom Dannenbaum sostiene que los soldados deberían tener derecho a no luchar en guerras ilegales, y aquellos que se nieguen a hacerlo deberían ser reconocidos como refugiados.